# Daniel Libeskind
Daniel Libeskind (Łódź, 12 mei 1946) is een Pools-Joodse architect, die in 1965 genaturaliseerd werd tot Amerikaans staatsburger. Hij is de zoon van Holocaust-overlevenden.

## Werk
Libeskind was architect van (met het jaar van opening) internationaal gekende bouwwerken als het Felix-Nussbaum-Haus (1998), de nieuwe vleugel van het Jüdisches Museum Berlin (2001), het Imperial War Museum North (2002),  het masterplan voor de herontwikkeling van het World Trade Center (2003), een vleugel voor het Denver Art Museum (2006), een uitbreiding voor het Royal Ontario Museum, de Michael Lee-Chin Crystal (2007), Złota 44 (2016), Torre Libeskind (2020) en de Nokia Arena (2021).
Tot zijn ontwerpen in Nederland behoren (met het jaar van opening) het Stadsmarkeringsplan Groningen met een eigen stadsmarkering, Open boek aan de A7 in Groningen (1990), een Land art project 'Polderland Garden of Love and Fire' in Almere (1997) en het Holocaust Namenmonument in Amsterdam (2021).

## Erkenning
Libeskind ontving in 2000 de Goethe-Medaille. In 2004 werd Libeskind benoemd als de eerste cultureel ambassadeur architectuur door het United States Department of State. Op 7 maart 2010 kreeg Libeskind, in de 50e zogeheten 'Woche der Brüderlichkeit', uitgeroepen door de 'Deutscher Koordinierungsrat der Gesellschaften für Christlich-Jüdische Zusammenarbeit', de Buber-Rosenzweig-Medaille uitgereikt. In 2012 kreeg hij de National Service Award van de American Institute of Architects. Hij is doctor honoris causa van onder meer de University of South Florida, New Bulgarian University en Ulster University. Hij is honorary member van de Royal Academy of Arts en is sinds 1996 lid van de American Academy of Arts and Letters.

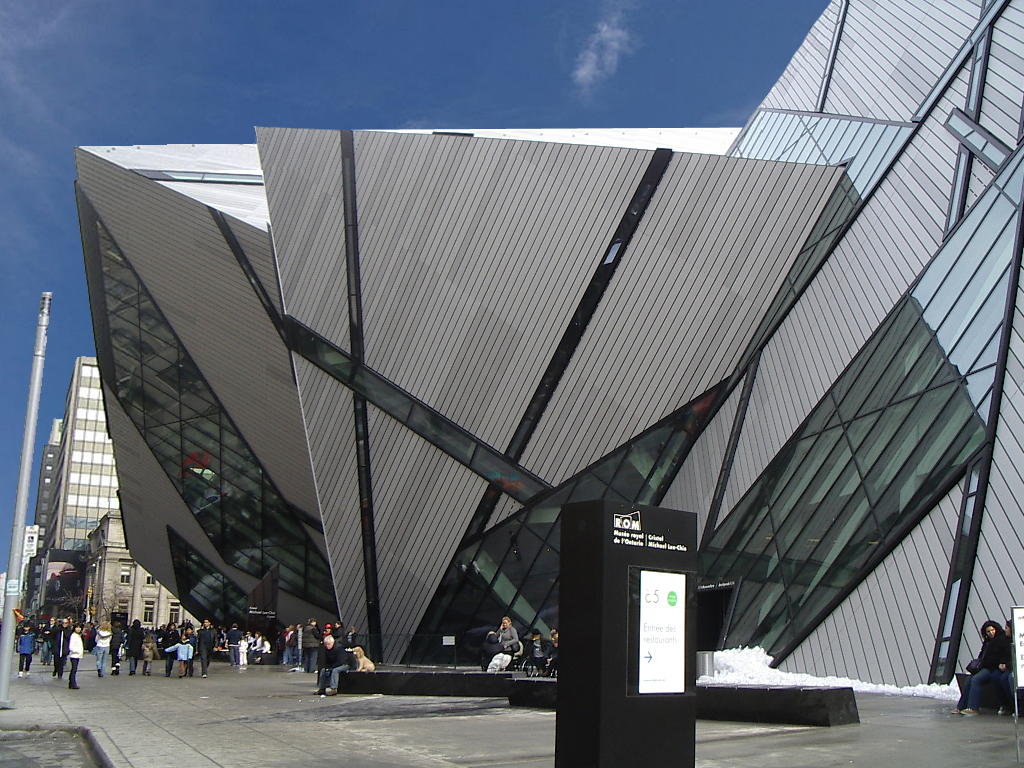
Michael Lee-Chin Crystal van het Royal Ontario Museum
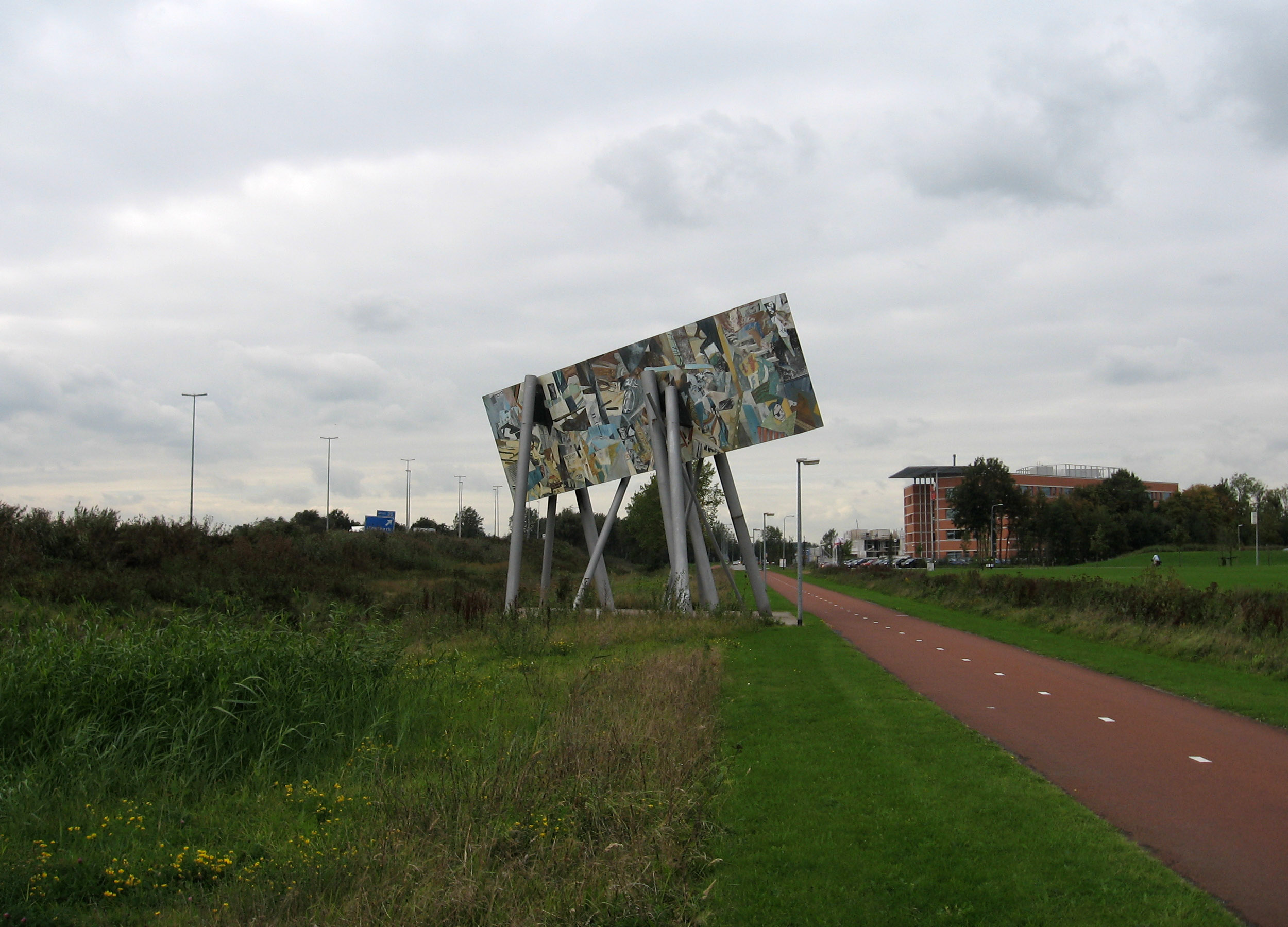
Stadsmarkering bij de A7 in Groningen
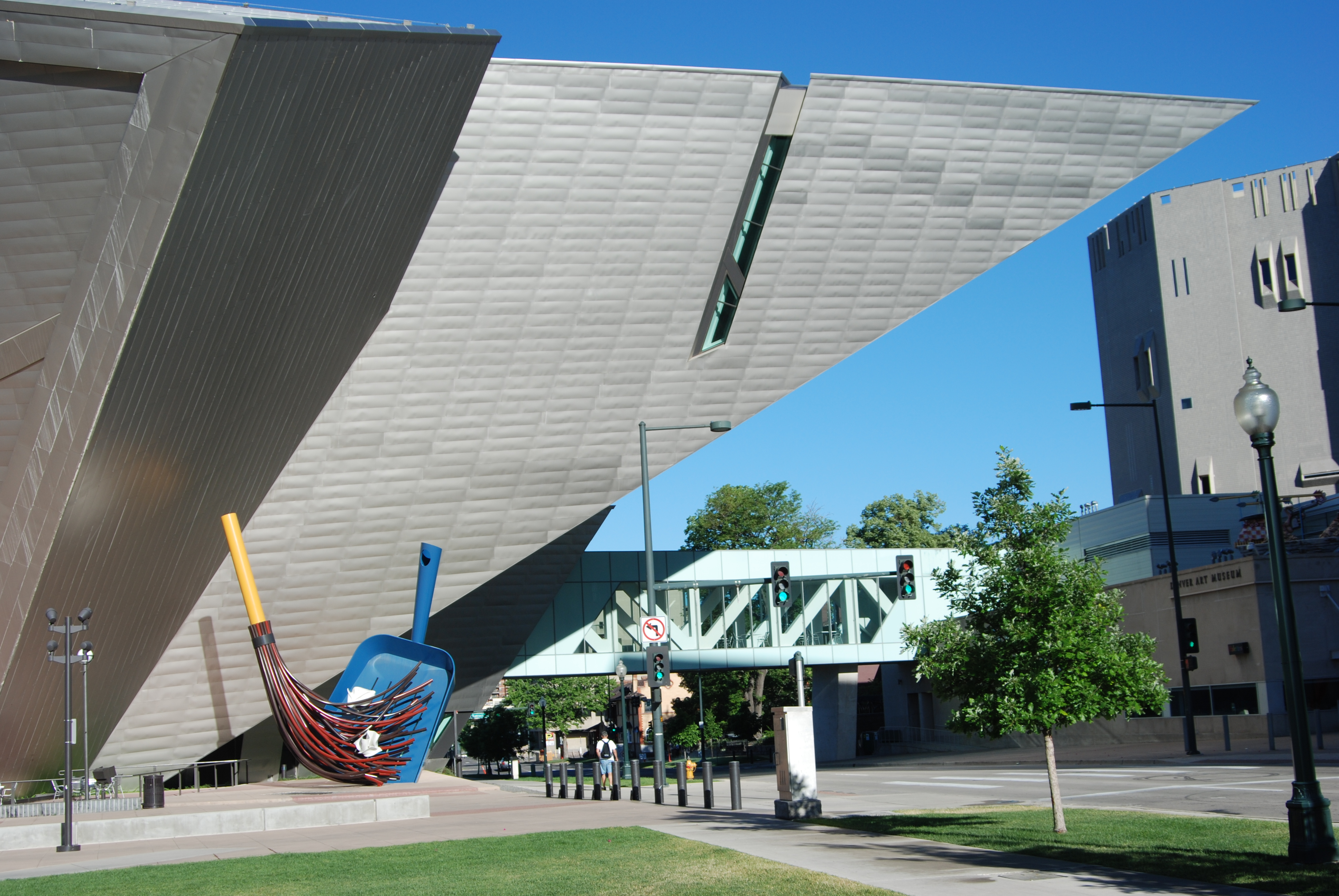
Denver Art Gallery
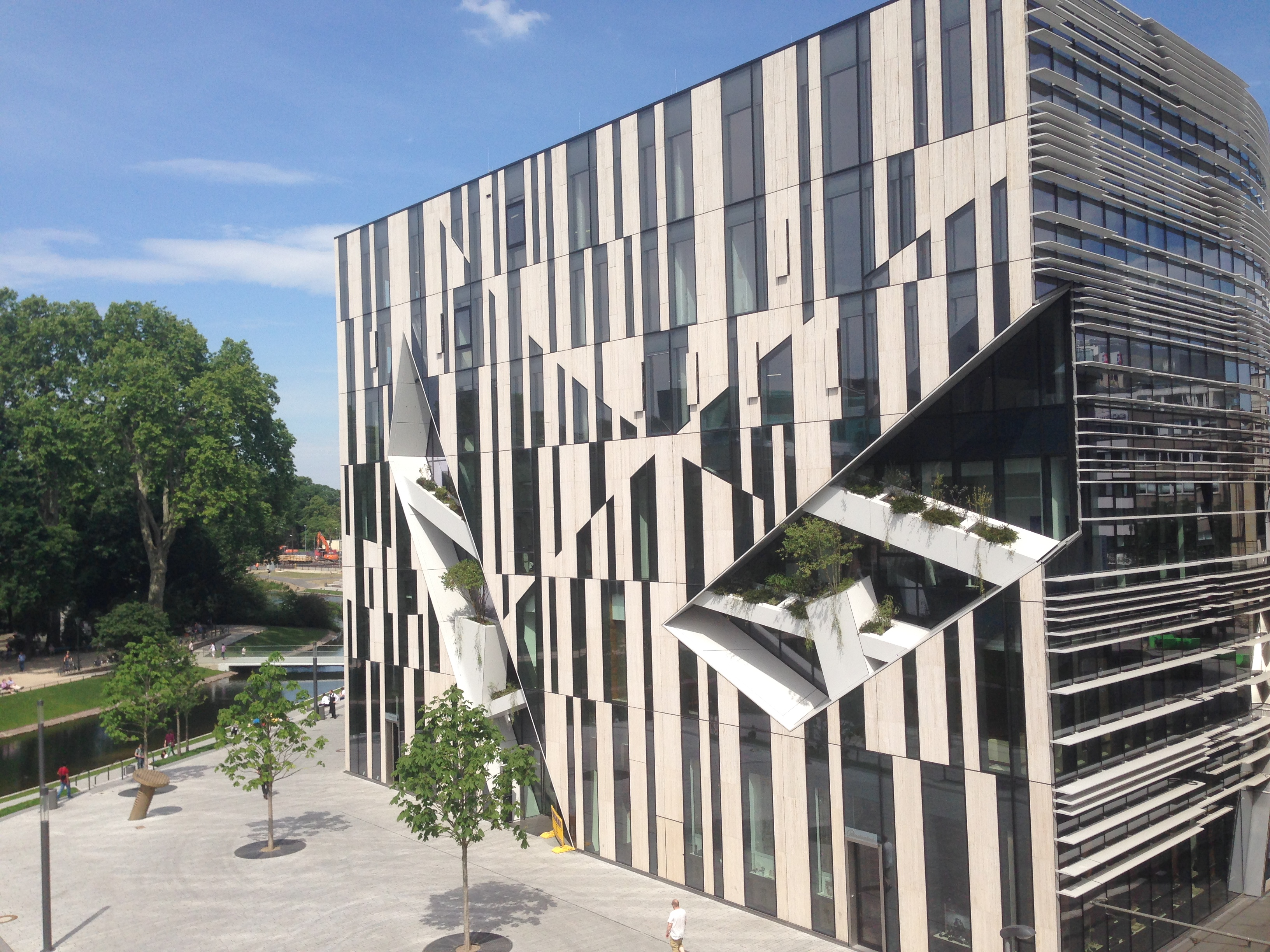
Kö-Bogen Düsseldorf